# Motherlover
Motherlover è un singolo del gruppo musicale statunitense The Lonely Island, pubblicato il 19 aprile 2011 come quarto estratto dal secondo album in studio Turtleneck & Chain.

## Descrizione
Il brano si avvale della partecipazione del cantante Justin Timberlake.

## Video musicale
Il video, è stato presentato il 9 maggio 2009 al Saturday Night Live e ha visto la partecipazione delle attrici Susan Sarandon e Patricia Clarkson nei panni rispettivamente della madre di Andy Samberg e di quella di Timberlake.

## Tracce
1. Motherlover (feat. Justin Timberlake) – 2:49